# Blue Shield International
Blue Shield International ist eine internationale und der UNESCO zugeordnete Organisation für den Schutz von Kulturgut vor den Auswirkungen von Kriegen, bewaffneten Konflikten und Katastrophen mit Sitz in Den Haag. 
Im Jahr 1996 wurde die Vorgängerinstitution Internationales Komitee vom Blauen Schild (englisch International Committee of the Blue Shield; französisch Comité International du Bouclier Bleu) gegründet.
Blue Shield ist eine enge Partnerorganisation der UNO, der Friedenstruppen der Vereinten Nationen und der UNESCO beziehungsweise kooperiert mit der Internationalen Rotkreuz- und Rothalbmond-Bewegung.

## Organisation
Die wichtigsten Aktivitäten sind dabei die Unterstützung und Weiterentwicklung der internationalen Zusammenarbeit, Einsätze zur tatsächlichen Umsetzung von internationalen Kulturschutz-Abkommen sowie lokale, regionale und nationale Aktivitäten im Bereich des Kulturgutschutzes. Die Blue Shield Organisation besteht aus Blue Shield International, gebildet aus den fusionierten Organisationen International Committee of the Blue Shield (ICBS) und der Association of National Committees of the Blue Shield (ANCBS), und den National Committees of the Blue Shield (NCBS).
Während in vielen Kriegen die Bewegungsfreiheit des Vereinte-Nationen-Personals wegen Sicherheitsbedenken deutlich eingeschränkt ist, wird Blue Shield aufgrund seiner Struktur als besonders geeignet angesehen, um flexibel und autonom in wirklich gefährlichen bewaffneten Konflikten zu handeln. Das fasst Joris Kila, Kunsthistoriker für Blue Shield bzw. das „Kompetenzzentrum Kulturelles Erbe“ an der Universität Wien, wie folgt zusammen: „Die Unesco und andere Institutionen schätzen es als zu gefährlich ein, die Orte in Libyen selbst zu inspizieren, ob sie nun beschädigt wurden oder nicht. Also entschieden Karl von Habsburg und ich, dass wir das selbst tun müssten. Wir waren in Ras-Almergib, eine Stätte unmittelbar neben Leptis Magna. Dort wurde eine Radar- und Luftabwehrstation der Gaddafi-Truppen zerstört, keine 15 Meter entfernt von einem römischen Fort, das heil blieb. Die antike Stätte war auf unserer Liste.“ Beim Kulturgüterschutz gibt es daher eine intensive Zusammenarbeit zwischen Blue Shield, den Vereinten Nationen und der UNESCO.
Grundsätzlich sind Kulturgüter wie archäologische Funde, Ausgrabungsstätten, Archive, Bibliotheken, Museen und Denkmale das besonders sensible kulturelle Gedächtnis und meist auch die wirtschaftliche Grundlage (wie zum Beispiel des Tourismus) eines Staates, einer Kommune oder einer Region. Die Zerstörung beziehungsweise der Raub dieses kulturellen Erbes samt den daraus resultierenden Folgen ist dann auch eines der Primärziele in vielen bewaffneten modernen Konflikten des 20. und 21. Jahrhunderts. Laut der UNESCO beziehungsweise den Vereinten Nationen sind aber auch grundsätzlich für qualitatives Wirtschaftswachstum besonders Kulturgutschutz wie auch die Erhaltung der gewachsenen kulturellen Vielfalt notwendig. Den weiteren Zusammenhang zwischen Kulturgutzerstörung und Fluchtursache erklärte der damalige Präsident von Blue Shield International, Karl von Habsburg-Lothringen, bei einem Einsatz im April 2019 im Libanon: „Kulturgüter sind ein Teil der Identität der Menschen, die an einem bestimmten Ort leben. Zerstört man ihre Kultur, so zerstört man damit auch ihre Identität. Viele Menschen werden entwurzelt, haben oft keine Perspektiven mehr und flüchten in der Folge aus ihrer Heimat“.
Die Organisation versucht, mit umfangreichen Unternehmungen zu verhindern, dass kulturelles Erbe nachhaltig beschädigt, vernichtet oder gestohlen wird. An der Gründung des Internationalen Komitees vom Blauen Schild waren vier internationale Fachverbände aus den Bereichen Archivierung, Museumswesen, Denkmalpflege und Bibliothekswesen (ICA, ICOM, ICOMOS, IFLA) beteiligt. Im Jahr 2005 hat sich darüber hinaus das „Coordinating Council of Audiovisual Archives Associations“ (der internationale Dachverband für den Bereich der audiovisuellen Archive) dem Komitee angeschlossen. Das Komitee bestand aus bis zu zwei Vertretern jeder der fünf beteiligten Organisationen, von denen einer im Regelfall der jeweilige Generalsekretär war. Seit 2006 gab es zusätzlich zum Internationalen Komitee (ICBS) auch eine anfängliche Task Force hinsichtlich Koordination der einzelnen nationalen Blue Shield Organisationen und ab 2008 zusätzlich die Association of the National Committees of the Blue Shield (ANCBS). Im Jahr 2008 wurde Karl Habsburg zum Präsidenten der ANCBS gewählt. Die gesamten Aktivitäten der nationalen und internationalen Blue Shield Organisationen sind nun mit Stand 2017 in „Blue Shield International“ gebündelt und umfassen die Unterstützung und Koordinierung der Zusammenarbeit im Bereich des Kulturgutschutzes auf lokaler, regionaler, nationaler und internationaler Ebene.
Entsprechend seiner im April 2000 verabschiedeten Charta arbeitet das Komitee nach den Grundsätzen des gemeinsamen Handelns (englisch joint actions), der Unabhängigkeit (englisch independence), der Neutralität (englisch neutrality), der Fach- und Sachkunde (englisch professionalism), dem Respekt vor kultureller Identität (englisch respect of cultural identity) und der gemeinnützigen Tätigkeit (englisch work on non profit basis). Es kooperiert mit anderen Organisationen im Bereich des Kulturgutschutzes und des humanitären Völkerrechts, insbesondere der Organisation der Vereinten Nationen für Erziehung, Wissenschaft und Kultur (UNESCO) und dem Internationalen Komitee vom Roten Kreuz (IKRK). Die Zusammenarbeit zwischen der UNESCO und Blue Shield International soll laut der damaligen UNESCO-Generaldirektorin Irina Bokova weiter verstärkt werden. „UNESCO and Blue Shield International share a common goal“ und “We seek to protect cultural property, and, by extension, humanity’s cultural legacy”, meinte Bokova im Oktober 2017 auf einer Tagung von Blue Shield International.
Die Mitarbeiter von Blue Shield beziehungsweise seiner nationalen Organisationen haben trotz der teilweisen Auflösung von staatlichen Strukturen und der sehr unklaren Sicherheitslage infolge der Kriege und Unruhen im Irak, in Syrien, in Mali, in Ägypten und in Libyen robuste Unternehmungen zum Schutz der dortigen Kulturgüter durchgeführt. Das betrifft auch die Erhebung und Kennzeichnung von zu schützenden Kulturgut, die Erstellung von „No-strike lists“ (welche die Geodatapunkte und Angaben bedeutsamer Kulturdenkmäler erhalten) mit lokalen Experten, die Verknüpfung ziviler und militärischer Strukturen und die Ausbildung von lokalem militärischem Personal zum Schutz von Kulturgut. 2014 hat die britische Blue Shied Organisation eine „No-strike list“ für Aleppo herausgegeben, die an alle bewaffneten Kräfte gerichtet war. Gerade die Auswahl der einzutragenden Objekte verdeutlicht das Dilemma, dass Kulturgutschutz immer selektiv ist und an immanente Grenzen stößt. Bei der „No-strike list“ für den Jemen wurden beispielsweise Informationen aus Google Earth mit historischen Feldaufnahmen und ungefähr 40.000 Fotos der Royal Air Force (RAF) aus den 1950er bis 1970er verarbeitet. Als die NATO in Libyen aktiv werden wollte, legte Blue Shield eine „No-strike list“ an, eine Liste mit wichtigen Stätten, Museen, Bibliotheken, die auf keinen Fall bombardiert werden dürfen. Diese Liste wurde der NATO übergeben. Hinsichtlich der Konflikte in Mali beziehungsweise Timbuktu wurden umfangreiche „No-strike lists“ mit Kulturgütern angelegt. Bei den Unruhen und Kriegen in Kaukasien wurden Listen nicht nur mit Experten, sondern auch aufgrund der Zusammenarbeit mit der lokalen Bevölkerung, die teilweise sogar Zeichen am Boden auslegte, um auf Kulturgüter aufmerksam zu machen, erarbeitet. Ab August 2002 gab es einen Einsatz des niederländischen Blue Shield zum Schutz tschechischer Museen nach der Flutkatastrophe. Nach dem Erdbeben in Haiti im Januar 2010 gab es dort einen robusten Einsatz durch Blue Shield zum Schutz der lokalen Kulturgüter. Im Jahr 2019 gab es im Libanon eine Kooperation der United Nations Interim Force in Lebanon mit Blue Shield International. Während sich die meisten NGOs in ihrer Arbeit auf die Phase vor und nach Konflikten beziehungsweise Krisen konzentrieren und das Land verlassen, wenn die Probleme in ihre „heiße“ Phase treten, sind die Blue-Shield-Mitarbeiter auch bei Sicherheitsbedenken vor Ort.
Teilweise erstellen die Experten von Blue Shield Unterlagen und Informationsbroschüren über die lokalen Kulturgüter, die wie im Fall Mosul auf Englisch, Arabisch und Kurdisch publiziert werden. Aus der Sicht von Blue Shield reicht es nicht, völkerrechtliche Normen wie das Zweite Protokoll zur Haager Konvention zum Schutz von Kulturgut bei bewaffneten Konflikten oder das Doha-Statement der „Conference of ‘Ulamâ on Islam and Cultural Heritage“ zu entwickeln und zu beschließen. Es ist notwendig, diese Normen global wirkungsvoll zu implementieren und umzusetzen. Dabei geht es auch um das Verhindern von Antikenhehlerei und Handel mit geraubten Kulturgütern.
Infolge der Zerstörungen von Kulturgüter durch bewaffnete Konflikte, Krieg und Unruhen im Irak, in Syrien, in Mali oder in Afghanistan, aber auch durch Erdbeben wie in Haiti oder Nepal, haben sich Kooperationen zwischen Blue-Shield und nationalen Streitkräften wie der US-Army oder der Britischen Armee entwickelt. Dabei werden Truppen gemeinsam mit anderen Spezialisten wie zum Beispiel vom Archaeological Institute of America oder vom American Institute for Conservation of Historic and Artistic Works unter anderem zum vorausschauenden Kulturgüterschutz geschult und unterstützt. Es gibt auch aus rechtlichen Gründen viele gemeinsame Projekte zwischen Museen, Bibliotheken und Archiven einerseits und den lokalen Blue-Shield-Organisationen andererseits. Grundsätzlich sollen bei Katastrophen im Hinblick auf diese Kulturgutträger idealtypisch durch Blue Shield vermittelte beziehungsweise organisierte, je nach Notwendigkeit aufgestellte lokale Bündnisse samt Hilfe aus erreichbaren Drittstaaten schnelle Schadensbegrenzung erreichen.
Eine andere wichtige Aufgabe von Blue Shield wird in seiner Überwachungs-/„early warning“-Funktion gesehen, die zugleich zur Vorbereitung von Unterstützungsaktionen unter der Ägide der UNESCO führen kann. Die Etablierung eines Frühwarnsystems der „Field Offices“ der Partnerorganisationen UNESCO und Blue Shield ist dabei anzustreben und der Generalsekretär der Vereinten Nationen ist bei Gefährdung des Kulturerbes und der kulturellen Vielfalt entsprechend zu informieren. Eine robuste kulturelle Schutzintervention im Sinne einer „Responsibility to Protect Heritage“ kann dann grundsätzlich militärische Sicherungstransporte, militärisch überwachte Flugverbotszonen aber auch entmilitarisierte „sichere Häfen“ oder Friedenssicherungstruppen mit Kulturerbe-Schwerpunkt bedeuten. Gemeinsam von VN-Einrichtungen, UNESCO und erfahrenen Partnern wie Blue Shield sollten künftig voraussichtlich häufiger notwendig werdende Evakuierungen von beweglichem Kulturgut und Verbringung in sichere Zufluchtsorte organisiert werden. Die UNESCO und Blue Shield versuchen regelmäßig, die Ergebnisse der einzelnen Missionen zu bewerten und zu diskutieren. Laut dem früheren Präsidenten von Blue Shield, Karl von Habsburg, ist beim Kulturgutschutz entscheidend, schnell vor Ort zu sein. „We know the importance to be fast and in a place where there is a potential conflict or an actual conflict“, meint Habsburg, “you have to be there really fast to make an assessment and to see what you can do to immediately help.”
International gesehen, werden die Mitarbeiter von Blue Shield wegen der teilweise gefährlichen Einsätze oft als die neuen „Monuments Men“ bezeichnet – im Hinblick auf die Geschichte der Roberts Commission, der Monuments, Fine Arts, and Archives Section (MFAA), einer Abteilung der US-Army zum Schutz von Kunstgütern während des Zweiten Weltkriegs, beziehungsweise den Film Monuments Men – Ungewöhnliche Helden. Selbst zur Filmfigur Indiana Jones und deren Abenteuern wurden Vergleiche angestellt.
Präsident von Blue Shield International ist Peter G. Stone (Vereinigtes Königreich). Sein Vorgänger war Karl von Habsburg-Lothringen (Österreich).
Weitere Vorstandsmitglieder sind: 
Kidong Bae (Südkorea), Hamady Gaye (Senegal), 
Lidia Klupsz (Polen), Klaus Weschenfelder (Deutschland). Vorige Board Members waren – alle für die Jahre 2017 bis 2020: Peter Stone (UK, Vizepräsident), Nancy Wilkie (USA), Bae Kidong (Südkorea) und Manana Tevzadze (Georgien).
Im Herbst 2018 wurde Agnes Husslein als Nachfolgerin von Ursula Stenzel zur Präsidentin des Österreichischen Nationalkomitees von Blue Shield International gewählt.
Mit Stand 2018 gibt es nationale Blue-Shield-Organisationen in Argentinien, Australien, Belgien, Benin, Brasilien, Chile, Curacao, Dänemark, Frankreich, Georgien, Großbritannien, Guatemala, Haiti, Irland, Israel, Italien, Libanon, Madagaskar, Niederlande, Nordmazedonien, Norwegen, Österreich, Polen, Rumänien, Senegal, Spanien, Tschechien, Ukraine und den USA.
In Ländern wie Afghanistan, Ägypten, Bolivien, Deutschland, Griechenland, Haiti, Indien, Indonesien, Kanada, Kolumbien, Kuba, Mexiko, Palästina, Peru, Russland, Slowenien, Schweden, die Schweiz, Südkorea, der Türkei, Ungarn und Venezuela befindet sich eine nationale Blue-Shield-Organisation im Aufbau. Habsburg hat auch den Iran eingeladen, mit Blue Shield International zusammenzuarbeiten.
In Verbindung mit Blue Shield International und Kulturgüterschutz stehen die Organisationen CHIEF (Cultural Heritage International Emergency Force), Heritage for Peace, Maniscalco, Prince Claus Fund – Cultural Emergency Response (CER), Walk of Truth und WATCH.

### Blue Shield Deutschland
Relativ spät in der Geschichte der Organisation wurde am 17. Juni 2017 das Deutsche Nationalkomitee Blue Shield e. V. ins Leben gerufen. In ihm haben sich die vier den Kulturgutschutz tragenden deutschen Fachverbände zusammengeschlossen: der Museumsverband ICOM, die Denkmalschützer von ICOMOS, der Verband deutscher Archivarinnen und Archivare e. V. und der Deutsche Bibliotheksverband. Zum Vorstand gehören ferner die Deutsche Gesellschaft für Kulturgutschutz und die deutsche UNESCO-Kommission, ebenfalls mit je einem Vertreter. 
Ziel des Vereins ist die Kenntnisnahme internationaler Standards im Kulturgutschutz und die Vermittlung deutscher Expertise ins Ausland. Aktuell (2020) ist Susann Harder Präsidentin von Blue Shield Deutschland.

## Geschichte
Der wichtigste Anlass zur Gründung des Internationalen Komitees vom Blauen Schild war die massive Zerstörung von Kulturgütern während der kriegerischen Auseinandersetzungen im ehemaligen Jugoslawien, insbesondere die Bombardierung der Altstadt von Dubrovnik und die Zerstörung der Brücke Stari most in der herzegowinischen Stadt Mostar. Namensgebendes Symbol ist der blau-weiße Schild, der auf der Basis der 1954 abgeschlossenen Haager Konvention zum Schutz von Kulturgut bei bewaffneten Konflikten als völkerrechtlich vereinbartes Schutzzeichen für Kulturgut fungiert. Mit dem Abschluss des zweiten Protokolls zur Konvention im Jahr 1999 erlangte das Komitee eine völkerrechtlich definierte Rolle. Laut den Artikeln 11 und 27 des Protokolls besitzt es eine beratende Funktion bei der Umsetzung des Abkommens und seiner Zusatzprotokolle. 
Der Entstehung des ICBS folgte die Gründung von nationalen Komitees vom Blauen Schild, von denen derzeit 28 bestehen und weitere in Planung oder in Gründung sind. Als deren Dachverband fungiert die im September 2006 gegründete „Vereinigung der nationalen Komitees vom Blauen Schild“ (englisch Association of the National Committees of the Blue Shield, ANCBS) mit Sitz in der niederländischen Stadt Den Haag. Die sich aus dem Internationalen Komitee, den nationalen Komitees sowie deren Vereinigung ergebende Struktur ähnelt dem Aufbau der Internationalen Rotkreuz- und Rothalbmond-Bewegung.

## Auszeichnungen
Die Organisation vergibt Preise an Personen, die sich um den Schutz von Kulturgütern verdient gemacht haben.
2012 erhielt Joris Kila den Blue Shield Award.
Einen Ehrenpreis vergab Blue Shield International im Jahr 2017 an Major Corine Wegener (USA) und Colonel Keba Sangare (Mali) für deren Engagement zum Schutz von Kulturgut. Colonel Sangare hatte im Jahr 2015 im Rahmen einer Schlacht in Timbuktu den Einsatz der Luftwaffe verhindert und nur Bodentruppen eingesetzt, sodass große Schäden in der Stadt verhindert wurden.

## Partnerorganisationen
- United Nations Educational, Scientific and Cultural Organization (UNESCO)
- International Committee of the Red Cross (ICRC)
- International Council on Archives (ICA)
- International Council of Museums (ICOM)
- International Council on Monuments and Sites (ICOMOS)
- International Federation of Library Associations and Institutions (IFLA)
- International Institute of Humanitarian Law (IIHL)

## Konventionen
- Haager Konvention zum Schutz von Kulturgut bei bewaffneten Konflikten von 1954, mit ihren Zusatzprotokollen
- UNESCO-Übereinkommen über Maßnahmen zum Verbot und zur Verhütung der unzulässigen Einfuhr, Ausfuhr und Übereignung von Kulturgut (1970)
- UNESCO-Welterbe: Übereinkommen zum Schutz des Kultur- und Naturerbes der Welt
- UNESCO-Konvention zum Schutz der kulturellen Vielfalt